# Нікандр

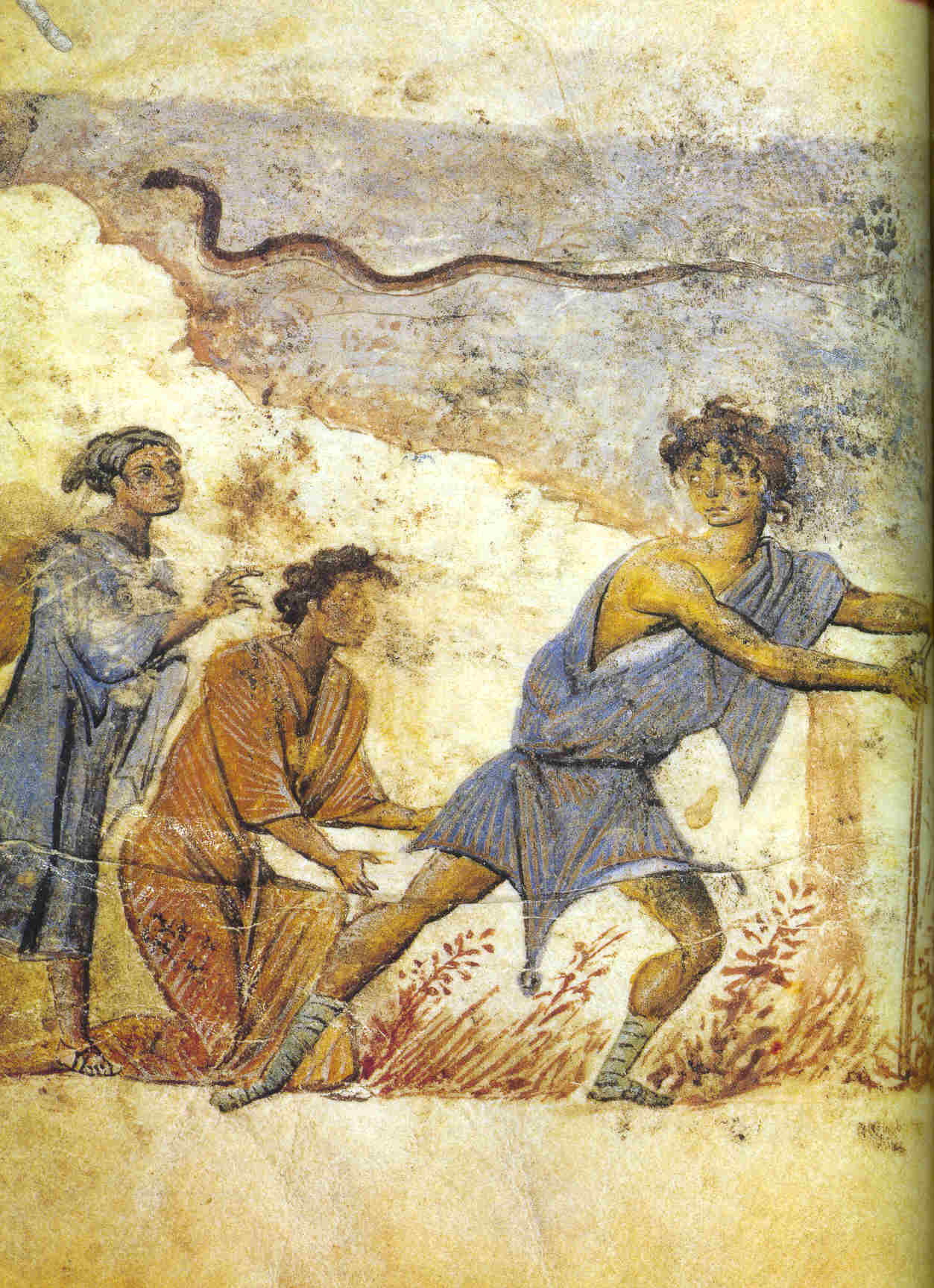
«Засоби від укусів диких тварин». Нікандр. Візантійська мініатюра

Нікандр Колофонський (II ст. до н. е.) — визначний давньогрецький поет, історик та лікар.

## Життєпис
Народився у місті Кларос поблизу Колофона у родині жерців Аполлона. Його батьком ймовірно був Дамей. Розквіт його творчості приходить на період правління пергамського царя Аттала III.
Медицині навчався на основі творів та діяльності відомих лікарів Аполлодора та Гіппократа. Свої твори з медицини Нікандр викладав у вигляді віршів.
Окрім цього у доробку Нікадра були історичні твори. На жаль, вони дотепер не збереглися. Про них відомих з інших джерел. Збереглися лише їх назви.
Також Нікадр писав віршовані поеми. Темою були давньогрецькі міфи. Він їх творчо обробляв. Багато в чому послідовниками Нікандра були античні поети Овідій, Антонін Ліберал, Вергілій.
Є у Нікандра Колофонського трактати щодо особливостей землеробства.

## Твори

### Медицина
- «Засоби від укусів диких тварин» (Теріака)
- «Протиотрута» (Алексіфармака)

### Поезія
- Епіграми.
- Кімерії
- Європіка.
- Георгіки.
- Перетворення
- Гіацинт
- Гімн Атталу

### Сільське господарство
- Про землеробство.
- Бджільництво.

### Граматика
- Етика
- Складні слова.
- Про колофонських поетів.

### Історія
- Історія Етолії
- Історія Колофона.